# Dogonia nigra
Dogonia nigra là một loài ruồi trong họ Asilidae. Dogonia nigra được Oldroyd miêu tả năm 1970. Loài này phân bố ở vùng nhiệt đới châu Phi.